# لوسيان مارتن
لوسيان مارتن هو ملحن كندي، ولد في 30 مايو 1908 في مونتريال في كندا، وتوفي بنفس المكان في 29 أكتوبر 1950.

## وصلات خارجية
- لوسيان مارتن على موقع ميوزك برينز (الإنجليزية)